# Ingress
Az Ingress egy kiterjesztett valóságban játszódó MMO játék, mely egy tudományos-fantasztikus környezetben játszódik. A Google és a Niantic Labs közreműködésével készült Android OS és iOS platformra.
Háttértörténete szerint a világon egy különös, misztikus, rejtélyes erő jelent meg, mely képes hatni az emberek akaraterejére, azaz befolyásolni az elméjüket. A játék elején választanunk kell, melyik oldalon állunk: a felvilágosultak (Enlightened) pártján, vagy az ellenállás (Resistance) pártján. Míg előbbi felvilágosult csoport a misztikus erőt támogatja, ami szerintük a megváltást hozhatja az emberiség jövőjére nézve az idegen technológia által, addig az ellenállás szerint jobb az óvatosság, és ez a valami rosszindulatú is lehet.
A játék 2013 novemberétől meghívó nélkül elkezdhető.
2014. július 14-én megjelent a játék iOS-re készített verziója.

## Navigáció
Az alkalmazás a telefon GPS-rendszerét használja fel arra, hogy meghatározza a felhasználó pozícióját, és egy módosított Google térképen mutatja az előre elhelyezett játékelemeket (kulcsot, pajzsot, médiát, XMP-t, azaz fegyvert), az energiát (XM) és a portálokat.

## Kommunikáció
A játékon belüli kommunikációban, egy külön felület, azaz a "COMM" rész szolgál. A COMM-ban lehetőségünk van az eseményeket távolság szerint szűrni. Azaz megtekinthetjük a 20, 200 kilométeren belüli eseményeket, ezen kívül megtekinthetjük az egész világon történő eseményeket.

### All
A játék során az a felület, ahol az Ellenállók és a Felvilágosultak egyszerre, egymással kommunikálhatnak.

### Faction
A kommunikációs csatorna "belső" formája, itt az adott frakció tagjai kommunikálhatnak egymással.

### Alerts
A "COMM" harmadik csatornája az "Alerts", melybe a rendszer értesítőket kapunk az általunk birtokolt portálukról és az általunk elhelyezett resonatorok megtámadásáról. Ezen a fülön a direkt üzenetek is megjelennek.

### Direkt válasz
Mindkét kommunikációs felületen, ha valakihez direkt módon szeretnénk szólni, akkor a "@nicknév/név/játékosnév" formulával tehetjük ezt meg. Pl: "@GipszJakab szép napot!" A név után tegyünk SZÓKÖZT.

### Új funkciók
Az All felületről, ha egy játékostársunk elfoglalt vagy linkelt egy portált, már megnézhető formában látjuk, az merre is van, az adott régiónkon belül, ehhez csak rá kell kattintanunk az adott portál nevére.

### Telegram
Az Ingress-játékosok között elterjedt kommunikációs forma a Telegram nevű titkosító üzenetküldő mobilalkalmazás.

## XM
A cselekvések misztikus energiát (eXotic Matter, röviden XM) használnak. Energia a játékban bárhol előfordulhat, de leginkább a portálok közelében.
- Portálépítés
- Portál lerombolása
- Portál rezonátorainak töltése (Egy portál rezonátora és/vagy összes rezonátor)
- Link, két portál közt
- Kontrollmező (Control Field) létrehozása 3 portál közt.
- Rezonátor elhelyezés
- Rezonátor fejlesztés
- XMP használat

| Cselekedet                  | XM levonás           |
| --------------------------- | -------------------- |
| Portál hackelés             | portálszint*50 XM    |
| Rezonátor elhelyezés        | rezonátorszint*50 XM |
| Common pajzs felszerelés    | 400 XM               |
| Rare pajzs felszerelés      | 800 XM               |
| Very Rare pajzs felszerelés | 1000 XM              |

| Szint | XM levonás |
| ----- | ---------- |
| L1    | 10 XM      |
| L2    | 20 XM      |
| L3    | 70 XM      |
| L4    | 140 XM     |
| L5    | 250 XM     |
| L6    | 360 XM     |
| L7    | 490 XM     |
| L8    | 640 XM     |

## AP
Az Ingressben a cselekvések nagy részéért AP-t (Action Point (magyarul: Akció Pont)) kapunk. Az AP határozza meg egy játékos szintjét.
| Cselekedet                                         | A cselekvésért járó AP |
| -------------------------------------------------- | ---------------------- |
| Ellenséges portál hackelése                        | 100 AP                 |
| Semleges vagy saját frakció portáljainak hackelése | 0 AP                   |
| Portál rezonátor újratöltése (egy/mindegyik)       | 10 AP                  |
| Első rezonátor telepítése                          | 125 AP                 |
| Saját rezonátor fejlesztése                        | 0 AP                   |
| Másvalaki rezonátorának fejlesztése                | 65 AP                  |
| Portál elfoglalása                                 | 500 AP                 |
| Portál befejezése (8. rezonátor elhelyezése)       | 250 AP                 |
| Két portál összekapcsolása (link)                  | 313 AP                 |
| Kontroll mező (control field) létrehozása          | 1250 AP                |
| Portál mod telepítése                              | 125 AP                 |
| Rezonátor lerombolása                              | 75 AP                  |
| Link lerombolása                                   | 187 AP                 |
| Kontroll mező lerombolása                          | 750 AP                 |

## Szintek
A játékban 16 szint van. A játékos szintjét az Akció Pontjainak (AP), valamint a megszerzett medálok száma határozza meg. Amilyen szintű egy játékos, csak olyan, vagy annál kisebb szintű eszközöket (xmp, rezonátor, power cube) használhat.

### Táblázat
Rövidítések:
- SZESZ-AP: A szint eléréséhez szükséges AP
- MRXM: Maximális raktározható XM
- EFPMSZ: Egyedül felépíthető portál maximális szintje
- EFPMLT: Egyedül felépíthető portál maximális linkelési távolsága
- EPTASZRSZ: Egy portálra tehető adott szintű rezonátorok száma

| Szint | SZESZ-AP     | MRXM      | EFPMSZ     | EFPMLT    | EPTASZRSZ |
| ----- | ------------ | --------- | ---------- | --------- | --------- |
| L1    | 0 AP         | 3000 XM   | L1 (1,0)   | 160 m     | 8 db      |
| L2    | 2.500 AP     | 4000 XM   | L1 (1,5)   | 810 m     | 4 db      |
| L3    | 20.000 AP    | 5000 XM   | L2 (2,5)   | 6,25 km   | 4 db      |
| L4    | 70.000 AP    | 6000 XM   | L3 (3,5)   | 24,01 km  | 4 db      |
| L5    | 150.000 AP   | 7000 XM   | L4 (4,0)   | 40,96 km  | 2 db      |
| L6    | 300.000 AP   | 8000 XM   | L4 (4,75)  | 81,45 km  | 2 db      |
| L7    | 600.000 AP   | 9000 XM   | L5 (5,125) | 110,38 km | 1 db      |
| L8    | 1.200.000 AP | 10.000 XM | L5 (5,625) | 160,18 km | 1 db      |

Jelvényekkel és megfelelő mennyiségű AP-vel megszerezhető szintek:
| L9  | 2,400,000  | 10,900 | L5 (5,625) | 160,18 km |
| L10 | 4,000,000  | 11,700 | L5 (5,625) | 160,18 km |
| L11 | 6,000,000  | 12,400 | L5 (5,625) | 160,18 km |
| L12 | 8,400,000  | 13,000 | L5 (5,625) | 160,18 km |
| L13 | 12,000,000 | 13,500 | L5 (5,625) | 160,18 km |
| L14 | 17,000,000 | 13,900 | L5 (5,625) | 160,18 km |
| L15 | 24,000,000 | 14,200 | L5 (5,625) | 160,18 km |
| L16 | 40,000,000 | 14,400 | L5 (5,625) | 160,18 km |

### Leírás
L1, avagy az első szint
- A szint eléréséhez szükséges AP: 0 AP
- Maximális raktározható XM: 3000 XM
- Egyedül felépíthető portál maximális szintje: L1 (1,0) (egyes szintű).
- Egyedül felépíthető portál maximális linkelési távolsága: 160m.
- L1 (egyes szintű) rezonátorból egy játékos, egy portálra 8 db-ot tehet

L2
- A szint eléréséhez szükséges AP: 2.500 AP
- Maximális raktározható XM: 4000 XM
- Egyedül felépíthető portál maximális szintje: L1 (1,5)
- Egyedül felépíthető portál maximális linkelési távolsága: 810m
- L2 rezonátorból egy játékos, egy portálra 4 db-ot tehet

L3
- A szint eléréséhez szükséges AP: 20.000 AP
- Maximális raktározható XM: 5000 XM
- Egyedül felépíthető portál maximális szintje: L2 (2,5)
- Egyedül felépíthető portál maximális linkelési távolsága: 6,25 km
- L3 rezonátorból egy játékos, egy portálra 4 db-ot tehet

L4
- A szint eléréséhez szükséges AP: 70.000 AP
- Maximális raktározható XM: 6000 XM
- Egyedül felépíthető portál maximális szintje: L3 (3,5)
- Egyedül felépíthető portál maximális linkelési távolsága: 24,01 km
- L4 rezonátorból egy játékos, egy portálra 4 db-ot tehet

L5
- A szint eléréséhez szükséges AP: 150.000 AP
- Maximális raktározható XM: 7000 XM
- Egyedül felépíthető portál maximális szintje: L4 (4,0)
- Egyedül felépíthető portál maximális linkelési távolsága: 40,96 km
- L5 rezonátorból egy játékos, egy portálra 2 db-ot tehet

L6
- A szint eléréséhez szükséges AP: 300.000 AP
- Maximális raktározható XM: 8000 XM
- Egyedül felépíthető portál maximális szintje: L4 (4,75)
- Egyedül felépíthető portál maximális linkelési távolsága: 81,45 km
- L6 rezonátorból egy játékos, egy portálra 2 db-ot tehet

L7
- A szint eléréséhez szükséges AP: 600.000 AP
- Maximális raktározható XM: 9000 XM
- Egyedül felépíthető portál maximális szintje: L5 (5,125)
- Egyedül felépíthető portál maximális linkelési távolsága: 110,38 km
- L7 rezonátorból egy játékos, egy portálra 1 db-ot tehet

L8
- A szint eléréséhez szükséges AP: 1.200.000 AP
- Maximális raktározható XM: 10000 XM
- Egyedül felépíthető portál maximális szintje: L5 (5,625)
- Egyedül felépíthető portál maximális linkelési távolsága: 160,18 km
- L8 rezonátorból egy játékos, egy portálra 1 db-ot tehet

## Portál
A játék lényege, hogy a nevezetes épületeknél, szobroknál, műalkotásoknál megnyílt portálokat, a játékos elfoglalja, felépítse, és három portál összekapcsolásával védett területet (field) hozzon létre. Ezek által a mezők által lefedett terület lakosságának száma határozza meg az adott frakció (ellenálló vagy felvilágosult) globális pontszámát (Mind Unit), így a játék állását. Egy játékos egy portálra maximum 2 mod-ot rakhat, darabonként 125 AP-t kap érte. Az Android applikációban lehetőségünk van portálokat javasolni, a javaslatokat 3-4 héten belül elbírálják. Ha a portált elfogadják, az "ajánló" kap 500 AP-t és egy portálkulcsot az elfogadott portálhoz.

## Játékelemek
Kulcs
- Segítségével linket hozhatunk létre, a linkeléskor a kulcs elhasználódik.
- Távolról tölthetjük a saját frakciónk portáljait - illetőleg "szétnézhetünk a portál környékén".

Pajzs
- Növeli a pajzs XMP-kkel való ellenállását (mitigation).
- A pajzsoknak három szintje van:
  - Common. Ez darabonként 30 ponttal növeli a portál ellenállását.
  - Rare. Ez darabonként 40 ponttal növeli a portál ellenállását.
  - Very Rare. Ez darabonként 60 ponttal növeli a portál ellenállását.
  - AXA Shield. Ez a jelenlegi legerősebb ellenállású pajzs, 70 ponttal növeli a portál ellenállását

Média
- A játékban kódokat és információkat rejt.

XMP Burster
- Fegyver, amivel az ellentábor portáljait rombolhatjuk.
- Az XMP-knek nyolc szintje van:
  - L1. Sebzése: 150 XM. Hatótávolság: 42m. Elsütési "költség": 10 XM.
  - L2. Sebzése: 300 XM. Hatótávolság: 48m. Elsütési "költség": 20 XM.
  - L3. Sebzése: 500 XM. Hatótávolság: 58m. Elsütési "költség": 70 XM.
  - L4. Sebzése: 900 XM. Hatótávolság: 72m. Elsütési "költség": 140 XM.
  - L5. Sebzése: 1200 XM. Hatótávolság: 90m. Elsütési "költség": 250 XM.
  - L6. Sebzése: 1500 XM. Hatótávolság: 112m. Elsütési "költség": 360 XM.
  - L7. Sebzése: 1800 XM. Hatótávolság: 138m. Elsütési "költség": 490 XM.
  - L8. Sebzése: 2700 XM. Hatótávolság: 168m. Elsütési "költség": 640 XM.

Rezonátor
- Nagy energiájú részecskegyorsító, ezek határozzák meg egy portál hatótávolságát és energiáját.
- A rezonátorok minden nap elvesztik energiakapacitásuk 15%-át.
- A rezonátoroknak nyolc szintje van.
  - L1. Kapacitás: 1000 XM.
  - L2. Kapacitás: 1500 XM.
  - L3. Kapacitás: 2000 XM.
  - L4. Kapacitás: 2500 XM.
  - L5. Kapacitás: 3000 XM.
  - L6. Kapacitás: 4000 XM.
  - L7. Kapacitás: 5000 XM.
  - L8. Kapacitás: 6000 XM.

Force Amplifier
- Támadás esetén a támadó energiáját emésztik fel.
- Ha négy Force Amp van egy portálon, akkor a visszatámadásának ereje 3-szorosára nő.
- A Force Amp-nak egy szintje van:
  - Rare. Ez 2-szeresére növeli a portál visszatámadásának erejét, ha egy darab van a portálon, amennyiben több, akkor:
    - Az első a támadókapacitás 1-szeresével növeli meg.
    - A második a támadókapacitás 0,25-szorosával növeli meg.
    - A harmadik és a negyedik (darabonként) a támadókapacitás 0,125-szeresével növeli meg.

Turret
- A Turret növeli a portál támadási erejét.
- Ha négy Turret van egy portálon, akkor a visszatámadások száma a 3-szorosára nő.
- Jó kombináció Force Amp-pal használva.
- Egy szintje van:
  - Rare. Ez 2-szeresére növeli a portál visszatámadásainak számát, ha egy darab van a portálon, amennyiben több, akkor:
    - Az első a visszatámadások számát 1-szeresével növeli meg.
    - A második a visszatámadások számát 0,25-szorosával növeli meg.
    - A harmadik és a negyedik (darabonként) a visszatámadások számát 0,125-szeresével növeli meg.

Link Amp
- Hosszabb linkeket és ezáltal nagyobb mezőket tesz lehetővé adott szintű portál esetén.
- Ha négy Link Amp van egy portálon, akkor a hatótávolsága a 3-szorosára nő.
- Két szintje van:
  - Rare. Ez 2-szeresére növeli a portál hatótávolságát, ha egy darab van a portálon, amennyiben több, akkor:
    - Az első a hatótávolság 1-szeresével növeli meg.
    - A második a hatótávolság 0,25-szorosával növeli meg.
    - A harmadik és a negyedik (darabonként) a hatótávolság 0,125-szeresével növeli meg.

  - Very Rare. Ez 7-szeresére növeli a portál hatótávolságát.

Softbank Ultralink
- Hosszabb linkeket és ezáltal nagyobb mezőket tesz lehetővé adott szintű portál esetén.
- Növeld ellenállás
- Több kimenő link

Heat Sink
- Gyorsabban lehet újra hackelni a portált.
- A Heat Sink-nek három szintje van:
  - Common. A hackelési időt 20%-kal csökkenti.
  - Rare. A hackelési időt 50%-kal csökkenti.
  - Very Rare. A hackelési időt 70%-kal csökkenti.

Multi-hack
- Több hackelés után ég ki a portál.
- A Multi-hack-nek három szintje van:
  - Common. 4-gyel növeli a kiégés előtti hackek számát.
  - Rare. 8-cal növeli a kiégés előtti hackek számát.
  - Very Rare. 12-vel növeli a kiégés előtti hackek számát.

ADA Refactor
- A portált kékre fordítja.
- Ha RES frakciójú játékos használja, minden Rezonátor és mod a nevére kerül
- Ha ENL frakciójú játékos használja,

minden Rezonátor és mod ADA nevére kerül.
- A rajta levő rezonátorok, modok maradnak.
- A linkek, fieldek eltűnnek.
- Költség:
  - L1 portálnál: 1000 XM.
  - L2 portálnál: 2000 XM.
  - L3 portálnál: 3000 XM.
  - L4 portálnál: 4000 XM.
  - L5 portálnál: 5000 XM.
  - L6 portálnál: 6000 XM.
  - L7 portálnál: 7000 XM.
  - L8 portálnál: 8000 XM.

JARVIS Virus
- A portált zöldre fordítja.
- Ha ENL frakciójú játékos használja,

minden Rezonátor és mod a nevére kerül
- Ha RES frakciójú játékos használja,

```
minden Rezonátor és mod 
Jarvis
 nevére kerül.
```

- A rajta levő rezonátorok, modok maradnak.
- A linkek, fieldek eltűnnek.
- Költség:
  - L1 portálnál: 1000 XM.
  - L2 portálnál: 2000 XM.
  - L3 portálnál: 3000 XM.
  - L4 portálnál: 4000 XM.
  - L5 portálnál: 5000 XM.
  - L6 portálnál: 6000 XM.
  - L7 portálnál: 7000 XM.
  - L8 portálnál: 8000 XM.

Power Cube
- Energiakocka, gyakorlatilag XM-konzerv.
- Az energiakockáknak nyolc szintje van:
  - L1. 1000 XM-et ad.
  - L2. 2000 XM-et ad.
  - L3. 3000 XM-et ad.
  - L4. 4000 XM-et ad.
  - L5. 5000 XM-et ad.
  - L6. 6000 XM-et ad.
  - L7. 7000 XM-et ad.
  - L8. 8000 XM-et ad.

## Profil statisztika
Az Ingress 1.35.1-es verziójától kezdve megjelent a játékban a profil statisztika. Ezek a statisztikák a játék elkezdésétől mutatják az eredményeinket, tehát akik már régebben is játszottak, azoknak sem kell megijedniük, hogy a statisztika a friss Ingress letöltésétől számolja. Az eredmények elérhetőek most, heti, havi és összes nézetben is.
Következőket számolja:
- Felfedezés:
  - hány különböző portálhoz látogattunk el
  - hány portált javasoltunk
  - hány XM-et szedtünk össze
- Építés:
  - hányszor hackeltünk
  - hány rezonátor helyeztünk el
  - hány linket csináltunk
  - hány fieldet csináltunk
  - hány MU-t „birtokoltunk” eddig.
  - hány km a leghosszabb link, amit eddig csináltunk
  - hány MU-t ért a legnagyobb mezőnk, amit eddig csináltunk
- Harc:
  - hány rezonátort romboltunk le
  - hány portált neutralizáltunk (teljesen leromboltunk)
  - hány linket romboltunk le
  - hány fieldet romboltunk le
- "Élet":
  - hány km-t gyalogoltunk
- Védekezés :
  - maximum hány napig tartottunk meg egy portált
  - maximum hány napig tartottunk meg egy linket
  - maximális link hosszúság * (szor/szer) napok száma
  - maximum hány napig tartottunk meg egy mezőt
  - legnagyobb MU-t érő mezőnk * napok száma

## Újrahasznosítás
Az Ingress-ben lehetőségünk van XM-ért újrahasznosítani az inventory-ban fellelhető összes dolgot.
Médiák, Energiakockák, Rezonátorok, XMP-k
- L1. 20 XM-et ad az újrahasznosítása.
- L2. 40 XM-et ad az újrahasznosítása.
- L3. 60 XM -et ad az újrahasznosítása.
- L4. 80 XM-et ad az újrahasznosítása.
- L5. 100 XM-et ad az újrahasznosítása.
- L6. 120 XM-et ad az újrahasznosítása.
- L7. 140 XM-et ad az újrahasznosítása.
- L8. 160 XM-et ad az újrahasznosítása.

Modok
- Common. 40 XM-et ad az újrahasznosítása.
- Rare. 80 XM-et ad az újrahasznosítása.
- Very Rare. 100 XM-et ad az újrahasznosítása.

Portál kulcsok
- 500 XM-et ad az újrahasznosítása.

ADA Refactor és JARVIS Virus
- 100 XM-et ad az újrahasznosítása.